# 黃乾亨 (明朝)
黃乾亨（1452年—1483年），字汝亨，福建興化府莆田縣（今莆田市）人，明朝政治人物。同進士出身。

## 生平
早年出身府學生，成化十年（1474年）甲午科福建鄉試第一名。成化十一年（1475年）聯捷乙未科進士。奉檄安置瓦剌降胡於嶺南。丁祖父憂，服闋，久之，还京，授行人司行人。十七年七月被任命为册封副使，随给事中林榮出使滿剌加國，成化十九年（1483年）正月坐船出發，六日至羊屿，途中遇颶風翻船，二人皆遇难，乾亨享年三十二歲。贈行人司副，賜祭葬。

## 家族
曾祖父黃壽生，永樂戊子應天解元，曾任翰林院檢討。祖父黃子嘉，曾任知縣進階文林郎。父亲黃深，曾任監察御史。母林氏。重庆下。兄乾元。弟乾剛、乾正、乾清。